# Суха (притока Бахмутки)
Суха́ — річка в Україні, в межах Краматорського та Бахмутського районів Донецької області. Ліва притока р. Бахмутка (басейн Сіверського Дінця). 

## Опис
Довжина 25 км. Бере свій початок поблизу с. Рай-Олександрівка, впадає в р. Бахмутка нижче с. Свято-Покровське. Тече через с. Рай-Олександрівка, с. Каленики, с. Різниківка, с. Свято-Покровське. Площа водозбірного басейну 147 км². Похил 3 м/км. Долина коритоподібна. Тече переважно з заходу на схід.
Живиться за рахунок атмосферних опадів. 
По лівому берегу річки знаходиться ботанічний заказник місцевого значення "Крейдяна рослинність у с. Свято-Покровське".